# Actinopyga capillata
Actinopyga capillata е вид морска краставица от семейство Holothuriidae.

## Разпространение
Видът е разпространен в Мавриций, Реюнион и Филипини.